# 察隅半叶趾虎
察隅半叶趾虎（学名：Hemiphyllodactylus zayuensis）一种于中华人民共和国西藏自治区察隅县下察隅镇发现的爬行动物，隶属于壁虎科半叶趾虎属。其种加词“zayuensis”意为“西藏自治区察隅县的”。

## 形态特征
察隅半叶趾虎体型小，雄性体长43～44毫米，雌性体长43～46毫米左右。

## 保护
本种于2023年被收录入《有重要生态、科学、社会价值的陆生野生动物名录》。